# Alexandra Karlsson Tyrefors
Alexandra Karolina Elisabeth „Alex“ Karlsson Tyrefors (* 13. August 2001 in Södertälje) ist eine schwedische Schauspielerin.
Sie wurde am 13. August 2001 in Södertälje geboren. 2023 verkörperte sie die Rolle der Agnes in der Serie Västra gymnasiet. Im selben Jahr spielte Tyrefors in der Netflixserie Die Lüge die Hauptrolle.

## Filmografie (Auswahl)
- 2023: Västra gymnasiet
- 2023: Die Lüge